# Бутузов, Александр Васильевич
Александр Васильевич Бутузов (род. 26 февраля 1927) — советский и российский инженер-механик, организатор автомобильной промышленности СССР, лауреат Ленинской премии (1966), кандидат технических наук.

## Биография
Александр Васильевич Бутузов родился 26 февраля 1927 года.
- 1946 год — окончил Московский машиностроительный техникум имени Ф. Э. Дзержинского.
- С 1946 года — сотрудник НИИ технологии автомобильной промышленности (НИИТАП).
- 1950 год — принят в члены ВКП (б).
- С 1953 года — главный конструктор НИИТАП.
- 1958 год — окончил Всесоюзный заочный машиностроительный институт.
- 1966 год — лауреат Ленинской премии (наряду с М. Н. Ефимовым, В. Д . Вербицким, Н. А. Ковалёвым, Н. А. Матвеевым, Б. А. Пепелиным, И. Б. Соколом, К. Л. Раскиным, В. И. Зильбербергом) за участие в создании и внедрении типового автоматического производства деталей машин методом литья по выплавляемым моделям[1][2].
- Многократный участник и лауреат ВДНХ СССР[3][4].
- С 1968 года — директор НИИТАП.
- 1977 год — 1983 год — начальник управления главного технолога Минавтопрома.
- 1983 год — 1988 год — заместитель министра автомобильной промышленности СССР[5].

В 2010 году в числе других ветеранов автопрома подписал открытое обращение к Президенту РФ Д. А. Медведеву и Председателю Правительства РФ В. В. Путину «Ещё раз о кризисе автомобильной промышленности Российской Федерации».